# Cristo Rey (Jardines del Recuerdo)
El Cristo Rey, también conocido como Cristo Resucitado, es una estatua colosal ubicada en el municipio de Tlalnepantla de Baz, Estado de México, dentro del panteón Jardines del Recuerdo. Su construcción comenzó a finales de los años 70 y fue inaugurada en 1981. Con una altura de 33 metros, se encuentra entre las estatuas más altas de México.

## Historia
La inspiración que sus escultores, David Gutiérrez Becerril y Víctor Gutiérrez, tomaron para poder crearla, fue gracias al actor español nacionalizado mexicano, Enrique Rambal, quien personificó a Cristo en la película El mártir del calvario de 1952. La primera piedra para su realización fue colocada el 26 de julio de 1975 y la obra estaba programada para concluirse en seis meses, pero debido a la situación económica del país en aquel entonces, se prolongó a nueve años.